# 香港數碼地面電視廣播

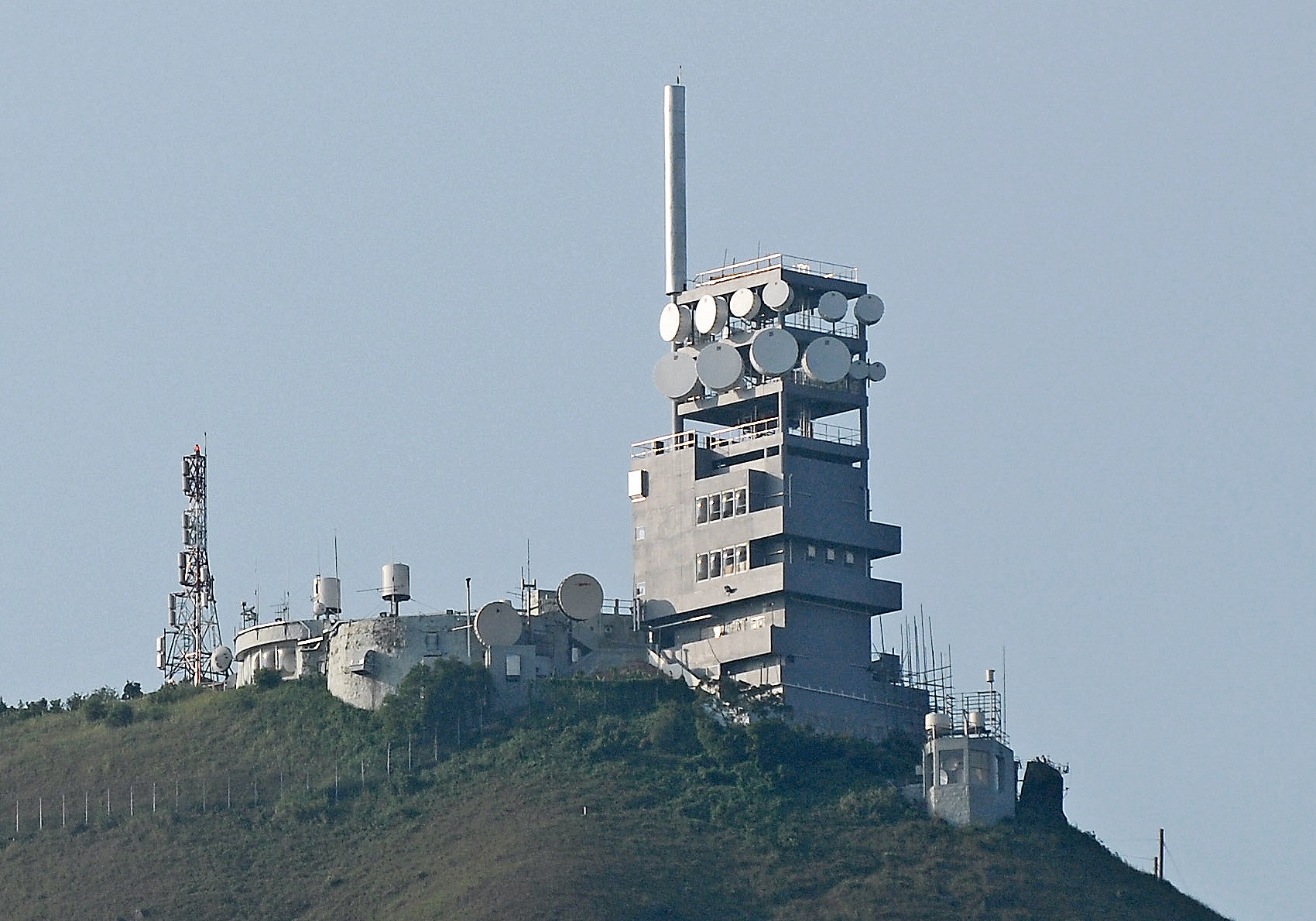
慈雲山發射站

香港數碼地面電視廣播是採用以中華人民共和國數碼電視廣播標準DTMB廣播節目的地面電視。2007年12月31日起，香港數碼地面電視廣播於首階段運行範圍包括港島北部、九龍半島、沙田部份地區及大嶼山東部，其餘地區至2008年5月至8月陸續開始運行；在新舊交替期間，兩家現有免費電視台無綫電視與亞洲電視以模擬電視及數碼電視兩種制式同步廣播（2016年4月2日亞洲電視模擬頻道由港台電視代替），2020年11月30日正式終止模擬電視廣播，並於同年12月1日進入全面數碼電視年代。
數碼電視廣播的優點是無鬼影、無雪花，並且改善聲音和畫面的質素，同時能提供更多電視頻道以供選擇；缺點是因為數碼量化加上畫面位元率不夠高而可能產生“起格”現象，以及遇到接收不良時會出現起格或定格的情況（懸崖效應）和出現延時情況。

## 發展歷程

### 研究（1998年至2004年）
1998年12月，香港特別行政區政府檢討廣播政策後，決定引進數碼電視廣播服務。2000年初，政府與兩間免費電視台完成首個測試報告，針對當時三個主要廣播制式在香港實地測試。結果2000年12月政府開展第一次諮詢，當時就向業界推介使用DVB-T作為香港的數碼廣播制式；但兩間免費電視台則表示，應該等待中國決定使用何等制式，然後再作考慮。其後，政府亦在2003年作過第二次諮詢，然而中國當局一直未有決定廣播制式，自行研發的制式亦久未推出。政府最終在2004年推出《數碼地面電視推行框架》，定下數碼廣播推行的時間表，以便趕及在2008年北京奧運開幕前啟播。

### 籌備（2004年至2007年）
根據香港政府於2004年7月公布的香港推行數碼電視的框架里程，主要包括：
- 亞視及無綫須在2007年底或之前，以模擬方式和數碼方式同步廣播現有服務，並各自在增配的頻道上推出新的數碼服務。
- 亞視及無綫須在2008年底或之前，擴展其數碼網絡至覆蓋全港至少75%的地方。
- 若中國在2006年年底前仍未公布國家制式，亞視及無綫將會採用國際廣泛使用的DVB-T制式。
- 視乎進一步的市場及技術研究結果，無綫在開始同步廣播後的五年內，即在2012年年底或之前，終止模擬廣播。

技術方面，因為中國制式久未推出，亞視及無綫開始各自傾向使用不同制式。無綫方面，報道指他們曾以DVB-T為藍本進行準備工作，以及向政府提出不再等候中國公佈制式標準，以便準時啟動數碼廣播；相反，亞視則爭取採用中國的「國家制式」，認為它的50%市場來自中國，因此不希望使用歐制。
2006年8月30日，中國宣佈自行研發的DTMB制式終於獲批；經過亞視協調後，亞視及無綫最終決定選用中國制式。2006年8月，兩台隨即派員往上海作實驗室測試，並邀請中方到港實地試驗；2006年12月兩台向政府遞交報告，政府終在2007年6月4日接納DTMB為香港的廣播制式。
節目投資方面，政府早在2005年通過亞視及無綫的數碼電視投資計劃，兩台承諾各自投資4億港元。亞視最少提供四條新的標清電視頻道，另外亦會在黃金時間每星期播放不少於14小時的高解像電視節目。無綫則承諾開設一條高解像電視節目頻道，每天播放不少於14小時的高解像電視節目。
2007年末，亞視及無綫宣佈推出比承諾更多的電視頻道：亞視以「多頻道、多選擇」為目標，推出5條標清頻道，更設每日播放兩小時的高清頻道；無綫則認為數碼電視應以大眾化的「廣播」為主、而非多頻道的「窄播」，所以主力推出一條全日廣播的高清頻道，並輔以標清的年輕人頻道和新聞頻道，補足高清頻道節目定位。

### 模擬及數碼電視同步廣播（2007年12月31日至2020年11月30日）
2007年12月31日香港時間晚上7時，數碼地面電視服務正式啟播，兩間免費電視台邀請了行政長官曾蔭權於香港文化中心主持數碼電視啟播儀式。儀式過後無綫電視翡翠台及高清翡翠台同步播出第一個節目為資訊娛樂節目《東張西望》；而亞洲電視本港台及亞洲電視高清頻道亦同步播出第一個節目為政治戲謔劇《十六不搭喜趣來》。
數碼電視啟播之初，只有最重要的慈雲山發射站投入服務，覆蓋全港人口大約50%。但政府則規定覆蓋率須在2008年底增至75%，兩台遂以臨時設施啟動其餘5個主要發射站，並加設1個輔助發射站，以達至政府要求的目標，足夠覆蓋香港大部份人口密集的地區。
北京奧運之後，全球經濟危機的影響加深，其中一度陷入財困，後獲台灣商人入股的亞洲電視，就在2009年3月向政府要求縮減對數碼電視的投資。亞洲電視將縮減兩條電視頻道，改為推出一條全日廣播的高清頻道，增加播放高清節目，並引入台灣電視頻道，但亞視對節目投資承諾，會由2億減至1.775億港元。
2009年6月1日，CSM媒介研究開始為數碼地面電視頻道統計收視，並在其後每半年因應數碼地面電視覆蓋率更新數據。現時在650個統計的用戶中，有10%擁有數碼地面電視。而這次研究，亞洲電視不願付款參與，更指數碼電視未曾普及，將來才會考慮參與計劃。但亞視相信調查由獨立公司進行，結果公正，並不擔心數碼頻道分散收視。
2010年4月，商務及經濟發展局指出數碼廣播已覆蓋全港90％人口，估計滲透率（安裝機頂盒或轉用內置機頂盒的數碼電視）約有52％，或相當於120萬住戶有接收數碼電視；而無綫的高清翡翠台、亞洲高清台的最高收視分別約有9點及4點（60萬及26萬住戶收看）。
2011年3月，一項公眾調查顯示數碼廣播覆蓋率為63%，增幅開始放緩。政府原先訂定在2012年底前終止模擬廣播，但考慮到數碼地面電視服務在香港的實際推行情況和市場狀況，同年6月決定將終止日期押後3年至2015年。
2013年2月，據政府當局表示，現時數碼地面電視的覆蓋範圍已超逾全港96%的人口。數碼地面電視的滲透率已達本港約80%的住戶，這些住戶透過各種方法接收數碼地面電視服務。但仍需擴展和改善數碼地面電視網絡，包括研究切實可行的方案以改善目前偏遠地區電視訊號接收欠佳的情況，務求於2013年年底令數碼地面電視的覆蓋範圍與模擬電視廣播的覆蓋範圍看齊（即約99%的人口）。
2013年12月，香港電視網絡收購中國移動香港的流動電視服務。香港電視網絡擬改用與數碼地面電視廣播相同的DTMB制式提供流動電視服務，但通訊局認為此舉將令港視直接「入屋」，與其他免費電視相同，要求港視先申請免費電視牌照或改用其他制式，惟港視質疑通訊局理據，並已提出司法覆核。
2014年12月，商務及經濟發展局決定將模擬廣播延長至2020年底，並於2017年至2018年檢討。
2015年4月1日，由於行政長官會同行政會議決定不再續牌予亞洲電視，亞視的本地免費電視節目服務牌照有效期將於2016年4月1日正式屆滿。通訊事務管理局隨後亦宣佈會於亞視免費電視牌照屆滿後同時收回指配予亞視的所有廣播頻譜，其中亞洲電視本港台及國際台所使用的多頻網數碼廣播頻譜將交由香港電視娛樂旗下的ViuTV繼續廣播，而亞視原有的單頻網數碼廣播頻譜仍有待通訊事務管理局重新指配。
2015年6月，根據無綫的2015年周年報告指數碼地面電視的滲透率由全港80%的住戶微升至全港約86%的住戶，而通訊事務管理局的主要的通訊業統計數字直到2015年12月，數碼地面電視滲透率接近85%。
2016年4月1日晚上11時59分07秒，亞視正式停止香港模擬及數碼電視大氣電波傳送，接手亞視的一半多頻網頻譜的ViuTV的工作人員隨後在慈雲山發射站發送數碼電視訊號，部份觀眾需要在電視機重新搜台才能收看，至於由原亞視使用的一條單頻網頻譜則於午夜起再沒有訊號傳送。
2016年5月31日政府宣佈，行政長官會同行政會議決定正式向奇妙電視有限公司（奇妙電視）批出本地免費電視節目服務（免費電視）牌照。牌照有效期為十二年。有線寬頻的奇妙電視正式獲發牌。照按牌照要求，奇妙電視會在發牌後一年內（即不遲於2017年5月30日）提供一條粵語綜合頻道，發牌後兩年內開設一條英語綜合頻道。
2016年8月24日，無綫的2016年6月的中期報告指數碼地面電視在全港家庭的滲透率由全港86%的住戶微升至全港約94%的住戶。
2016年11月15日，政府向立法會提交的文件顯示，無綫電視及港視娛樂兩間免費電視台，提供的數碼地面電視服務，已覆蓋全港最少九成九人口。至於香港電台的數碼地面電視訊號則覆蓋八成半人口，預計增建輔助發射站後，到2019年亦可覆蓋九成九人口。根據政府去年底調查，有大約40萬住戶仍然收看模擬制式電視，政府下年度會檢討在2020年底終止模擬制式的目標。
2017年12月11日，政府向立法會提交的文件顯示，根據政府委託顧問於2017年8月至10月進行有關香港數碼電視滲透率的公眾調查顯示，數碼地面電視滲透率約為88%。
2018年10月23日，政府向立法會提交的文件顯示，政府將於2019年第一季決定是否於2020年底終止模擬廣播。

### 模擬電視終止前準備
2019年2月11日，政府宣佈將於2020年11月30日晚上23時59分59秒正式終止模擬電視廣播，翌日12月1日0時，正式進入全面數碼電視廣播。
2019年7月25日，通訊局公佈因2021年年底前須騰出614至806兆赫頻帶內合共160兆赫的頻譜，故通訊局將於2021年2月1日指配598至606兆赫的頻道（37頻道，即前亞洲電視的單頻網）予無綫和港娛以同步其時多頻網的數碼地面電視訊號（即81台翡翠台、96台ViuTVsix及99台ViuTV）。多頻網與37頻道於2021年4月1日至同年11月30日同步訊號；2021年12月1日起，多頻網被通訊局收回，81台、96台及99台改用單頻網（37頻道）廣播。
2020年8月19日，通訊局公布“600兆赫和700兆赫頻帶內頻譜的指配安排及850兆赫頻帶內頻譜的重新指配安排”。除了確認19年公佈的多頻網轉單頻網的安排之外，亦將518至526兆赫的频段（27頻道）分配予港台電視以騰出31台、32台、33台原先使用的798至806兆赫（62頻道）頻譜資源。62頻道与27頻道於2021年4月1日至同年11月30日同步訊號；2021年12月1日起，62頻道被通訊局收回，31台、32台、33台轉為使用27頻道播出，2022年7月1日起，新增34台，亦使用27頻道播出。，由35台開始改用29頻道。
各電視台於一年前開始提示觀眾模擬電視即將終止。港台電視、香港開電視於2019年5月起在畫面左上角加上「2020年12月1日全面數碼電視廣播」圖案，無綫則於2020年約9月尾加上該圖案和倒數提示；港台電視的倒數提示於2020年9月開始加上；各台於11月1日起再加入「請轉看本台數碼頻道！（香港開電視、無綫翡翠台）」、「Please switch to our digital channel! （無綫明珠台）」、「請轉看本台數碼電視頻道31或33（港台）」字句。此外，無綫電視翡翠台亦於同年11月24日收播時段內的清晨5時11分，在播放舊版檢驗圖後測試停播模擬電視，歷時約十餘秒。該次亦是全港最後一次在電視上播放飛利浦PM5544檢驗圖。

### 全面數碼電視廣播（2020年12月1日起）
2020年11月30日晚上11時59分59秒，無綫和港台的工程人員在慈雲山發射站同步關閉模擬信號發射儀器，結束長達53年的模擬電視廣播。港台電視31A和33A在23:59停止與數碼頻道聯播，播出提醒觀眾轉台的「告別卡」；模擬翡翠台最後播出的節目則為《最美麗的第七天》第14集，在倒数不到一分钟时撤下台标和所有停播文字提示，在最後倒數約20秒時中斷節目，并播出「告別卡」；模擬明珠台及香港開電視則沒有任何告示，其中明珠台在模拟电视信号停播前一至两分钟内最后一次以中英双字幕播送模拟电视停播宣传片，随后在播送节目预告时被直接中断信号，而香港开电视则在播送频道台呼时信号被中断。踏入12月1日午夜12時，兩台工程人員按下按鈕，五條模擬頻道隨即化成俗稱「雪花」的雜訊畫面，告別大氣電波，頻譜亦交回政府管理。已停用的模擬電視頻道，於2021年尾拍賣予各電訊公司，以用作擴展5G通訊服務。

## 技術標準
香港在2007年決定採中國研發的 DMB-T/H（現改稱 DTMB）作為數碼地面廣播制式，但由於該制式沒有規定影像編碼方式，因此兩家電視台一度傾向使用不同的壓縮標準：除了翡翠台、明珠台、本港台及國際台原四台使用MPEG-2編碼外，無綫電視決定在新頻道採用較先進的H.264編碼，而亞洲電視起初傾向全面使用MPEG-2，惟最終亦決定跟隨無綫在新頻道採用H.264。
2012年7月26日凌晨起，為配合2012倫敦奧運直播，明珠台及國際台轉用H.264格式播出，以提供更高質素畫面。同年10月28日凌晨起，翡翠台及本港台亦轉用H.264格式播出，而明珠台亦改以高清格式廣播，至此香港免費數碼電視廣播停用MPEG-2編碼。2013年3月18日凌晨3時起，翡翠台改以高清格式廣播。
2012年9月至11月，香港電台聯同亞洲電視及電視廣播有限公司測試四項新技術，包括3D電視傳送、PN420傳送、以及DTMB-A及E-DTMB。
| 廣播制式           | DTMB 多載波模式 （所有頻道均為單頻網）                                              |
| 廣播參數           | 符號星座映射：64QAM、16QAM或4QAM 保護間隔：PN945 內碼碼率：0.4或0.6 符號交織：模式2 |
| 訊號複用           | MPEG-TS                                                                             |
| 視訊編碼           | H.264 MP@L3 H.264 HP@L4 MPEG-2 MP@ML MPEG-2 MP@HL                                   |
| 音訊編碼           | MPEG-1 Audio Layer II（最多二聲道） AC-3（最多5.1聲道及支援多語言）                 |
| 畫面解像度／幀率   | 576i50、720p50或1080i50                                                             |
| 字幕及電子節目指南 | DVB（歐洲制式）                                                                     |

| 互動或資訊服務 | TVB Plus、無綫新聞台：MHEG-5 其他頻道：無 |

### 接收器標籤計劃

升級版接收器標籤

基本版接收器標籤
（已取消此標籤） (Note: 2012年10月28日起，所有廣播頻道都改以H.264廣播，所有基本版標籤的接收器或解碼器已無法收看任何頻道，因此現已取消此標籤。)

為了讓市民在選購數碼地面電視接收器時能作出適當的選擇，香港電訊管理局推行了自願性標籤計劃。標籤適用於接收香港本地數碼地面電視服務的接收器。計劃分兩種標籤，貼有基本版接收器標籤指只可接收以MPEG-2壓縮標準廣播的電視頻道（即數碼廣播的翡翠台、明珠台、本港台及國際台）；而貼有升級版接收器標籤的則可接收以MPEG-2或H.264壓縮標準廣播的電視頻道（所有數碼頻道）。
標籤計劃推出以來一直沒有任何「基本版接收器」，對於會否取消「基本版」標籤，政府曾於2008年底表示數碼電視啟播只有一年，應多觀察一段時間才作檢討。隨着明珠台及國際台於2012年7月轉用H.264格式廣播，基本版接收器只能接收以MPEG-2壓縮標準廣播的翡翠台及本港台，而當時仍然沒有任何一款數碼電視接收器擁有基本版標籤。直至同年9月，通訊事務管理局批准修訂《電視通用業務守則－技術標準》，允許無綫電視與亞洲電視於10月28日將所有以MPEG-2格式廣播的頻道轉為H.264，意味基本版接收器已無法接收任何數碼電視頻道，因當時計劃中沒有任何基本版接收器，政府將基本版從標籤計劃移除。
截至2019年4月9日，香港共15款解碼器和綜合電視機具備升級版標籤。

## 發射設施
香港的數碼電視廣播網絡啟播之時由無綫電視及亞洲電視兩台負責廣播維護，及後香港電台於現有的輔助發射站所在地加建輔助發射站。
雖然香港現有的收費電視供應商now寬頻電視及已停止服務的香港寬頻bbTV均推出可同時播放數碼電視廣播及自家頻道的接收器，但數碼電視廣播並非由收費電視供應商的網絡直接轉播，而仍須透過發射站接收數碼電視廣播訊號，因此數碼電視廣播的覆蓋範圍仍受制於發射站的啟用時間。
目前數碼訊號在香港以外地區並無官方覆蓋，深圳靠香港邊境、珠海、澳門靠海部分地區有覆蓋外，其他地區只有零星成功個案，例如：東莞西部海岸，惠州西南部等等。然而由於中國大陸在深圳、惠州和珠海等靠近香港的城市廣泛鋪設發射設施和加強功率，有關的信號干擾使廣東省大部分地區無法接收來自香港的穩定訊號外，更使香港部份沒有鋪設輔助發射站的地區不能以簡單接收器材接收香港的數碼訊號，例如新界東部的東平洲、塔門、西貢半島東岸等地區，當地一帶使用一般室外天線只能接收到來自深圳的數碼訊號，惟有使用魚骨天線才能穩定接收到九龍坑山或飛鵝山的數碼訊號。
而在澳門，大部份地方可經公共天線網絡接收香港的數碼電視廣播，而且由於香港西部有較多的輔助發射站，加上中國大陸在珠海的數碼信號發射功率相對深圳為低，因此在澳門使用室外天線接收設備亦能接收到香港的數碼信號。但澳門電信管理局重申，公共天線公司直接將香港數碼電視廣播訊號引入公共天線網絡不符合廣播條例。

### 無綫電視及亞洲電視
無綫及亞視合共有29個數碼地面電視發射站投入服務，包括6個主要發射站和23個輔助發射站。以慈雲山主發射站為中心，加上另外5個主發射站，全港覆蓋率約有75%。兩間電視台會於2011年前再增建22個輔助發射站，使覆蓋率提高至99%。而6個主要發射將由兩間電視台分工合作興建，無綫電視負責興建，慈雲山、金山、青山、飛鵝山這四個主要發射站，九龍坑山和南丫島則為亞洲電視方面興建。亞洲電視興建南丫島發射站時因資金不足，無綫電視借出2000萬元給亞視。2009年下半年，有5個輔助發射站啟用，無綫負責興建和營運筆架山、南朗山、西灣山站，而亞視則負責上洋山和琵琶山站，啟播後訊號覆蓋率提升至80%以上，服務超過80萬居民。
到2016年3月31日，亞視租用的慈雲山發射站期滿。到4月1日早上9時半，地政總署聯同電訊盈科、香港電台和亞視人員，到亞視租用的慈雲山發射站，準備交接頻譜的工作。到晚上11時59分在通訊局人員在場見證下，慈雲山發射站正式終止亞視的廣播，其後觀眾不能再接收亞視的廣播訊號。

### 香港電視娛樂
2016年4月2日起，香港電視娛樂ViuTV利用大氣電波發射數碼電視訊號，到2016年4月6日早上6時正式啟播，頻道號碼為99。由於與無綫電視翡翠台共用多頻網頻譜，只需將訊號接入原有系統，毋須興建發射設施，因此訊號可即時覆蓋全港99%人口，其後數碼電視的觀眾只需重新搜台，即可收看99台ViuTV。

### 港台電視
港台電視慈雲山數碼地面電視發射站於2012年7月1日啟用，此後其他數碼地面電視發射站亦陸續啟用。由2016年4月2日開始，香港電台接收亞視兩條模擬廣播頻道作過渡期措施，直至2020年11月30日深夜11時59分59秒終止模擬廣播為止。截至2016年4月2日，港台的模擬電視訊號由慈雲山及飛鵝山等11個發射站發出，只可覆蓋近8成香港人口。其餘約140萬人預計要到6月下旬，才能接收訊號覆蓋。
除經大氣電波傅送外，還會經有線固網傅送，若大廈公共天線是有線電視負責，會有一個由594MHz傳送的港台電視，跟大氣電波數據和節目一樣，唯一是台名會增加「數碼」兩個字。

### 有線寬頻開電視
前奇妙電視雖於2016年6月向通訊事務管理局申請使用大氣電波作為廣播，但通訊局於2017年2月公佈有關申請應該公司的要求暫緩處理。後來奇妙77台於2017年5月14日啟播。
2021年4月29日，通訊局公布，原則上批准奇妙電視的申請，除了使用固網外，亦可使用頻譜作為其免費電視服務的新增傳送模式。奇妙電視亦承諾除現有的兩條綜合頻道外，將提供一條新的數碼電視節目頻道。
2022年2月24日，通訊局正式批准奇妙電視申請使用無線電頻譜作為新增的傳送模式，奇妙電視將使用數碼地面電視頻道22播放其電視節目頻道。。
2022年3月14日，奇妙電視透過首階段七個發射站為籌劃中的數碼地面電視頻道進行技術測試。
2022年9月23日起，77台香港開電視及76台香港國際財經台覆蓋香港約99%人口。
2024年1月18日起，奇妙電視有限公司名稱正式變更為「有線寬頻開電視有限公司」。

### 覆蓋範圍
發射站：
| 中央暨主要發射站 | 主要發射站 | 輔助發射站 |

啟用時覆蓋階段：
| 第1階段 | 第2階段 | 第3階段 | 第4階段 | 第5階段 | 第6階段 | 第7階段 | 第8階段 |

| 發射站         | 覆蓋地區 | 無綫電視／亞洲電視／香港電視娛樂 | 無綫電視／亞洲電視／香港電視娛樂                                                                       | 香港電台                   | 香港電台      | 有線寬頻開電視             | 有線寬頻開電視 |
| 發射站         | 覆蓋地區 | 啟用時覆蓋階段及人口百分比       | 啟用日期                                                                                               | 啟用時覆蓋階段及人口百分比 | 啟用日期      | 啟用時覆蓋階段及人口百分比 | 啟用日期       |
| -------------- | --- | -------------------------------- | --- | -------------------------- | ------------- | -------------------------- | -------------- |
| 慈雲山         | - 港島北部 - 九龍半島 - 新界：部份沙田區、葵涌華景山莊 - 離島區：大嶼山東部、長洲                                                            | 第1階段：大約一半                | 2007年12月31日                                                                                         | 第1階段：大約一半          | 2012年7月1日  | 第1階段：約75%             | 2022年4月1日   |
| 青山           | - 屯門區：黃金海岸、掃管笏、屯門、藍地 - 元朗區：大棠、錦田、錦繡花園、新田、洪水橋、十八鄉、天水圍 - 大嶼山北部：東涌                       | 第2階段：達75%                   | 2008年7月17日 5月28日下午5:30左右首次進行技術測試 6月20日至28日試播 6月20日TVB率先啟播                 | 第2階段：超過50%           | 2013年3月中   | 第1階段：約75%             | 2022年4月1日   |
| 飛鵝山         | - 港島東區：小西灣、柴灣、筲箕灣、西灣河、鰂魚涌、北角 - 西貢區：西貢市、將軍澳 - 觀塘區：油塘、藍田、牛頭角、啟德發展區、觀塘、秀茂坪、四順 | 第2階段：達75%                   | 2008年7月17日 5月15日至28日試播 5月22日TVB率先啟播                                                     | 第2階段：超過50%           | 2013年3月中   | 第1階段：約75%             | 2022年4月1日   |
| 金山           | - 深水埗區：荔枝角 - 荃灣區：荃灣、汀九、深井、青龍頭、馬灣 - 葵青區：青衣島、葵涌 - 西環：西營盤、石塘咀、堅尼地城                          | 第2階段：達75%                   | 2008年7月17日 5月19日至28日試播 5月22日TVB率先啟播                                                     | 第2階段：超過50%           | 2013年3月中   | 第1階段：約75%             | 2022年4月1日   |
| 九龍坑山       | - 沙田區：馬鞍山 - 大埔區：大埔市中心、船灣、西貢北西岸 - 新界北區：粉嶺、上水、羅湖                                                         | 第2階段：達75%                   | 2008年8月1日 7月9日下午2:00左右間歇性試播頻譜 37 7月10日晚上10:30左右試播頻譜30及35 7月14日TVB頻道啟播 | 第3階段：達75%             | 2014年3月     | 第1階段：約75%             | 2022年4月1日   |
| 南丫島         | - 港島南區：淺水灣、黃竹坑、鴨脷洲、香港仔、華富邨、薄扶林、舂坎角、赤柱 - 離島區：南丫島、長洲、坪洲等部份離島                              | 第2階段：達75%                   | 2008年8月1日 6月27日TVB頻道啟播                                                                        | 第3階段：達75%             | 2014年3月     | 第1階段：約75%             | 2022年4月1日   |
| 聶高信山       | - 灣仔區：跑馬地、銅鑼灣、灣仔 | 第2階段：達75%                   | 2008年8月1日 7月14日TVB率先啟播                                                                        | 第3階段：達75%             | 2014年3月     | 第1階段：約75%             | 2022年4月1日   |
| 西灣山 (柴灣)  | - 港島東區：柴灣、小西灣 | 第3階段：達85%                   | 2009年12月31日                                                                                         | 第4階段：達80%             | 2016年3月1日  | 第2階段：約99%             | 2022年9月23日  |
| 南朗山         | - 港島南區：香港仔、黃竹坑、壽臣山、深水灣、舂坎角                                                                                           | 第3階段：達85%                   | 2009年12月31日                                                                                         | 第4階段：達80%             | 2016年3月1日  | 第2階段：約99%             | 2022年9月23日  |
| 砵甸乍山       | - 大浪灣、石澳、鶴咀 | 第4階段：約90%                   | 2010年12月31日                                                                                         | 第4階段：達80%             | 2016年3月1日  | 第2階段：約99%             | 2022年9月23日  |
| 赤柱           | - 赤柱、白筆山 | 第4階段：約90%                   | 2010年12月31日                                                                                         | 第4階段：達80%             | 2016年3月1日  | 第2階段：約99%             | 2022年9月23日  |
| 元朗374山      | - 元朗區：元朗東部、大棠、錦田、水邊村、輞井圍                                                                                               | 第4階段：約90%                   | 2010年12月31日                                                                                         | 第4階段：達80%             | 2016年3月1日  | 第2階段：約99%             | 2022年9月23日  |
| 筆架山         | - 沙田區：大圍、隆亨、顯田、田心 | 第3階段：達85%                   | 2009年12月31日                                                                                         | 第5階段：多於80%           | 2016年7月上旬 | 第2階段：約99%             | 2022年9月23日  |
| 琵琶山         | - 深水埗區：蘇屋、深水埗、長沙灣 - 大角咀近旺角部分區域                                                                                      | 第3階段：達85%                   | 2009年12月31日                                                                                         | 第6階段：達90%             | 2017年7月前   | 第2階段：約99%             | 2022年9月23日  |
| 東涌           | - 龍井頭、黃家圍、下嶺皮、上嶺皮、東涌馬灣新村                                                                                               | 第5階段：不少於99%               | 2011年12月31日                                                                                         | 第6階段：達90%             | 2017年3月中   | 第2階段：達99%             | 2022年9月23日  |
| 大埔仔         | - 大埔仔 | 第4階段：約90%                   | 2010年12月31日                                                                                         | 第6階段：達90%             | 2017年3月中   | 第2階段：約99%             | 2022年9月23日  |
| 元朗297山      | - 十八鄉、大棠 | 第5階段：不少於99%               | 2011年12月31日                                                                                         | 第6階段：達90%             | 2017年3月中   | 第2階段：約99%             | 2022年9月23日  |
| 大嶼山275山    | - 梅窩、貝澳、塘福、長洲 | 第5階段：不少於99%               | 2011年12月31日                                                                                         | 第6階段：達90%             | 2017年3月中   | 第2階段：約99%             | 2022年9月23日  |
| 照鏡環山       | - 調景嶺 | 第5階段：不少於99%               | 2011年12月31日                                                                                         | 第6階段：達90%             | 2017年3月中   | 第2階段：約99%             | 2022年9月23日  |
| 紅花嶺         | - 新界東北：鹿頸、鹽寮下、山咀、軍地、坪輋                                                                                                   | 第4階段：約90%                   | 2011年1月7日                                                                                           | 第7階段：達95%             | 2018年3月中前 | 第2階段：約99%             | 2022年9月23日  |
| 長洲           | - 長洲 | 第4階段：約90%                   | 2010年12月31日                                                                                         | 第7階段：達95%             | 2018年3月中前 | 第2階段：約99%             | 2022年9月23日  |
| 大欖涌141山    | - 大欖涌村、聯安新村、大欖懲教所、帝濤灣 | 第4階段：約90%                   | 2010年12月31日                                                                                         | 第7階段：達95%             | 2018年3月中前 | 第2階段：約99%             | 2022年9月23日  |
| 大澳           | - 大澳 | 第4階段：約90%                   | 2011年1月7日                                                                                           | 第7階段：達95%             | 2018年3月中前 | 第2階段：約99%             | 2022年9月23日  |
| 上洋山         | - 西貢區：銀線灣、相思灣、檳榔灣、五塊田、上洋、下洋、馬游塘部分地區 - 將軍澳：富康花園、煜明苑、坑口                                        | 第3階段：達85%                   | 2009年12月31日                                                                                         | 第7階段：達95%             | 2018年3月中前 | 第2階段：約99%             | 2022年9月23日  |
| 營盤           | - 牛潭尾、蓮塘尾 | 第5階段：不少於99%               | 2011年12月31日                                                                                         | 第7階段：達95%             | 2018年6月中前 | 第2階段：約99%             | 2022年9月23日  |
| 鴨脷洲及香港仔 | - 鴨脷洲、香港仔 | 第5階段：不少於99%               | 2011年12月31日                                                                                         | 第8階段：約99%             | 2019年4月前   | 第2階段：約99%             | 2022年9月23日  |
| 九華徑         | - 九華徑新村、九華徑舊村 | 第5階段：不少於99%               | 2011年12月31日                                                                                         | 第8階段：約99%             | 2019年4月前   | 第2階段：約99%             | 2022年9月23日  |
| 深井           | - 深井村、深井新村、深井舊村 | 第5階段：不少於99%               | 2011年12月31日                                                                                         | 第8階段：約99%             | 2019年4月前   | 第2階段：約99%             | 2022年9月23日  |
| 薄扶林         | - 薄扶林村 | 第5階段：不少於99%               | 2011年12月31日                                                                                         | 第8階段：約99%             | 2019年4月前   | 第2階段：約99%             | 2022年9月23日  |
| 馬灣           | - 馬灣 | －                               | 2013年                                                                                                 | －                         | 2022年1月20日 | －                         | －             |
| 石壁           | - 石壁 | －                               | 2021年4月前                                                                                            | －                         | 2021年4月前   | －                         | 2023年2月20日  |

### 各頻道發射頻率及功率
| 中央暨主要發射站 | 主要發射站 | 輔助發射站 |

| 發射站         | 有效輻射功率（瓦特） | 極化 | - 無綫：81 翡翠台 - 港娛：96 ViuTVsix、99 ViuTV | - 無綫：81 翡翠台 - 港娛：96 ViuTVsix、99 ViuTV | - 無綫：82 TVB Plus、83 無綫新聞台、84 明珠台、85 鳳凰衛視香港台 | - 無綫：82 TVB Plus、83 無綫新聞台、84 明珠台、85 鳳凰衛視香港台 | - 港台：31 港台電視31、32 港台電視32、33 港台電視33、34 港台電視34 | - 港台：31 港台電視31、32 港台電視32、33 港台電視33、34 港台電視34 | - HOY：76 HOY國際財經台、77 HOY TV、78 HOY資訊台 | - HOY：76 HOY國際財經台、77 HOY TV、78 HOY資訊台 | - 港台：35 港台電視35 | - 港台：35 港台電視35 |
| -------------- | -------------------- | ---- | ----------------------------------------------- | ----------------------------------------------- | ---------------------------------------------------------------- | ---------------------------------------------------------------- | ------------------------------------------------------------------ | ------------------------------------------------------------------ | ------------------------------------------------ | ------------------------------------------------ | --------------------- | --------------------- |
| 發射站         | 有效輻射功率（瓦特） | 極化 | 頻道編號                                        | 中心頻率（兆赫）                                | 頻道編號                                                         | 中心頻率（兆赫）                                                 | 頻道編號                                                           | 中心頻率（兆赫）                                                   | 頻道編號                                         | 中心頻率（兆赫）                                 | 頻道編號              | 中心頻率（兆赫）      |
| 慈雲山         | 1000                 | 水平 | 37                                              | 602                                             | 35                                                               | 586                                                              | 27                                                                 | 522                                                                | 22                                               | 482                                              | 29                    | 538                   |
| 青山           | 320                  | 水平 | 37                                              | 602                                             | 35                                                               | 586                                                              | 27                                                                 | 522                                                                | 22                                               | 482                                              | 29                    | 538                   |
| 飛鵝山         | 東波束：320          | 水平 | 37                                              | 602                                             | 35                                                               | 586                                                              | 27                                                                 | 522                                                                | 22                                               | 482                                              | 29                    | 538                   |
| 飛鵝山         | 南波束：8            | 垂直 | 37                                              | 602                                             | 35                                                               | 586                                                              | 27                                                                 | 522                                                                | 22                                               | 482                                              | 29                    | 538                   |
| 金山           | 320                  | 水平 | 37                                              | 602                                             | 35                                                               | 586                                                              | 27                                                                 | 522                                                                | 22                                               | 482                                              | 29                    | 538                   |
| 九龍坑山       | 1000                 | 水平 | 37                                              | 602                                             | 35                                                               | 586                                                              | 27                                                                 | 522                                                                | 22                                               | 482                                              | 29                    | 538                   |
| 南丫島         | 150                  | 垂直 | 37                                              | 602                                             | 35                                                               | 586                                                              | 27                                                                 | 522                                                                | 22                                               | 482                                              | 29                    | 538                   |
| 聶高信山       | 100                  | 垂直 | 37                                              | 602                                             | 35                                                               | 586                                                              | 27                                                                 | 522                                                                | 22                                               | 482                                              | 29                    | 538                   |
| 西灣山         | 100                  | 水平 | 37                                              | 602                                             | 35                                                               | 586                                                              | 27                                                                 | 522                                                                | 22                                               | 482                                              | 29                    | 538                   |
| 南朗山         | 100                  | 水平 | 37                                              | 602                                             | 35                                                               | 586                                                              | 27                                                                 | 522                                                                | 22                                               | 482                                              | 29                    | 538                   |
| 砵甸乍山       | 100                  | 水平 | 37                                              | 602                                             | 35                                                               | 586                                                              | 27                                                                 | 522                                                                | 22                                               | 482                                              | 29                    | 538                   |
| 赤柱           | 100                  | 水平 | 37                                              | 602                                             | 35                                                               | 586                                                              | 27                                                                 | 522                                                                | 22                                               | 482                                              | 29                    | 538                   |
| 元朗374山      | 50                   | 垂直 | 37                                              | 602                                             | 35                                                               | 586                                                              | 27                                                                 | 522                                                                | 22                                               | 482                                              | 29                    | 538                   |
| 筆架山         | 2                    | 水平 | 37                                              | 602                                             | 35                                                               | 586                                                              | 27                                                                 | 522                                                                | 22                                               | 482                                              | 29                    | 538                   |
| 琵琶山         | 10                   | 水平 | 37                                              | 602                                             | 35                                                               | 586                                                              | 27                                                                 | 522                                                                | 22                                               | 482                                              | 29                    | 538                   |
| 東涌           | 1                    | 垂直 | 37                                              | 602                                             | 35                                                               | 586                                                              | 27                                                                 | 522                                                                | 22                                               | 482                                              | 29                    | 538                   |
| 大埔仔         | 0.5                  | 垂直 | 37                                              | 602                                             | 35                                                               | 586                                                              | 27                                                                 | 522                                                                | 22                                               | 482                                              | 29                    | 538                   |
| 元朗297山      | 4                    | 水平 | 37                                              | 602                                             | 35                                                               | 586                                                              | 27                                                                 | 522                                                                | 22                                               | 482                                              | 29                    | 538                   |
| 大嶼山275山    | 10                   | 水平 | 37                                              | 602                                             | 35                                                               | 586                                                              | 27                                                                 | 522                                                                | 22                                               | 482                                              | 29                    | 538                   |
| 照鏡環山       | 0.5                  | 水平 | 37                                              | 602                                             | 35                                                               | 586                                                              | 27                                                                 | 522                                                                | 22                                               | 482                                              | 29                    | 538                   |
| 紅花嶺         | 100                  | 垂直 | 37                                              | 602                                             | 35                                                               | 586                                                              | 27                                                                 | 522                                                                | 22                                               | 482                                              | 29                    | 538                   |
| 長洲           | 20                   | 垂直 | 37                                              | 602                                             | 35                                                               | 586                                                              | 27                                                                 | 522                                                                | 22                                               | 482                                              | 29                    | 538                   |
| 大欖涌141山    | 2                    | 垂直 | 37                                              | 602                                             | 35                                                               | 586                                                              | 27                                                                 | 522                                                                | 22                                               | 482                                              | 29                    | 538                   |
| 大澳           | 20                   | 垂直 | 37                                              | 602                                             | 35                                                               | 586                                                              | 27                                                                 | 522                                                                | 22                                               | 482                                              | 29                    | 538                   |
| 上洋山         | 6                    | 垂直 | 37                                              | 602                                             | 35                                                               | 586                                                              | 27                                                                 | 522                                                                | 22                                               | 482                                              | 29                    | 538                   |
| 營盤           | 4                    | 垂直 | 37                                              | 602                                             | 35                                                               | 586                                                              | 27                                                                 | 522                                                                | 22                                               | 482                                              | 29                    | 538                   |
| 鴨脷洲及香港仔 | 1                    | 垂直 | 37                                              | 602                                             | 35                                                               | 586                                                              | 27                                                                 | 522                                                                | 22                                               | 482                                              | 29                    | 538                   |
| 九華徑         | 1                    | 垂直 | 37                                              | 602                                             | 35                                                               | 586                                                              | 27                                                                 | 522                                                                | 22                                               | 482                                              | 29                    | 538                   |
| 深井           | 0.5                  | 垂直 | 37                                              | 602                                             | 35                                                               | 586                                                              | 27                                                                 | 522                                                                | 22                                               | 482                                              | 29                    | 538                   |
| 薄扶林         | 0.25                 | 垂直 | 37                                              | 602                                             | 35                                                               | 586                                                              | 27                                                                 | 522                                                                | 22                                               | 482                                              | 29                    | 538                   |
| 馬灣           | 1                    | 垂直 | 37                                              | 602                                             | 35                                                               | 586                                                              | 27                                                                 | 522                                                                | －                                               | －                                               | －                    | －                    |
| 石壁           | 0.5                  | 垂直 | 37                                              | 602                                             | 35                                                               | 586                                                              | 27                                                                 | 522                                                                | 22                                               | 482                                              | 29                    | 538                   |

## 外部連結
- 香港政府數碼電視網站 （页面存档备份，存于）
- TVB數碼地面電視廣播網頁 （页面存档备份，存于）
- 香港電台數碼地面电视廣播 （页面存档备份，存于）
- 有線電視（有線寬頻）關於數碼廣播接駁方法的網頁 （页面存档备份，存于）
- 數碼廣播－高清電視發射站興建及啟用情況 （页面存档备份，存于）
- 香港網絡大典上的相关条目：香港數碼地面電視廣播
- 香港電視大典上的相关条目：香港數碼地面電視廣播